# Strefy oświetlenia Ziemi
Strefy oświetlenia Ziemi – pięć stref, na które została podzielona powierzchnia Ziemi ze względu na warunki oświetlenia przez Słońce. Granicami tych stref są zwrotniki i koła podbiegunowe.

## Strefa międzyzwrotnikowa
Znajduje się pomiędzy zwrotnikiem Raka i Koziorożca. Zenitalne promienie słoneczne padają na każdy równoleżnik dwa razy w ciągu roku, na równiku – w dniach równonocy, natomiast na zwrotnikach – tylko raz, w momencie przesilenia letniego na danej półkuli. Różnica długości dnia i nocy w tej strefie wynosi o co najwyżej 2 godziny.

## Strefy umiarkowanych szerokości(północna i południowa)
Są to dwa pasy sferyczne Ziemi położone między zwrotnikami i kołami podbiegunowymi na obu półkulach. W strefach tych słońce nigdy nie góruje w zenicie, ale w ciągu każdej doby występuje dzień i noc. Wysokość górowania Słońca maleje wraz ze wzrostem szerokości geograficznej i waha się od 90° na zwrotniku na początku kalendarzowego lata do 0° na kole podbiegunowym na początku kalendarzowej zimy. W ciągu roku występuje duże zróżnicowanie długości dnia i nocy.

## Strefa podbiegunowa(północna i południowa)
Strefy położone pomiędzy kołami podbiegunowymi a biegunami. Występują tam dni i noce polarne, które trwają od jednej doby na kołach podbiegunowych (w dniach przesileń) do 6 miesięcy na biegunach.